# Люзіно (гміна)
Гміна Люзіно (пол. Gmina Luzino) — сільська гміна у північній Польщі. Належить до Вейгеровського повіту Поморського воєводства.
Станом на 31 грудня 2011 у гміні проживало 14464 особи.

## Територія
Згідно з даними за 2007 рік площа гміни становила 111.94 км², у тому числі:
- орні землі: 50.00%
- ліси: 42.00%

Таким чином, площа гміни становить 8.73% площі повіту.

## Населення
Станом на 31 грудня 2011:
| Опис     | Загалом | Загалом | Чоловіки | Чоловіки | Жінки | Жінки |
| -------- | ------- | ------- | -------- | -------- | ----- | ----- |
| одиниця  | осіб    | %       | осіб     | %        | осіб  | %     |
| все      | 14464   | 100     | 7310     | 50.54    | 7154  | 49.46 |
| міське   | 0       | 100     | 0        |          | 0     |       |
| сільське | 14464   | 100     | 7310     | 50.54    | 7154  | 49.46 |

## Сусідні гміни
Гміна Люзіно межує з такими гмінами: Вейгерово, Ґневіно, Ленчице, Ліня, Шемуд.